# Campionato sudamericano di rugby 2013
Il campionato sudamericano di rugby 2013 (in spagnolo Sudamericano de Rugby 2013; in portoghese Campeonato Sul-Americano de Rugby de 2013) fu il 35º campionato continentale del Sudamerica di rugby a 15.
Il Sudamericano "A" fu ospitato dall'Uruguay allo stadio Charrúa di Montevideo, in cui si tennero tutti gli incontri della manifestazione a eccezione di uno svoltosi a Temuco, in Cile.
Il Sudamericano "A" funse anche da quarto turno delle qualificazioni americane alla Coppa del Mondo 2015: essendo l'Argentina non interessata alle eliminatorie in quanto già qualificata al torneo mondiale, a determinare la squadra ancora in corsa fu la classifica avulsa tra Brasile, Cile e Uruguay, la cui squadra migliore accedette allo spareggio finale della zona Americhe contro la perdente del playoff nordamericano tra Canada e Stati Uniti.
Il torneo "A" fu vinto per la trentaquattresima volta — in altrettante partecipazioni — dall'Argentina che nell'occasione inviò alla competizione una squadra, di fatto la propria Nazionale A guidata dai tecnici federali Mauricio Reggiardo e Martín Gaitán, con numerosi esordienti a livello di test match.
L'Uruguay vinse, altresì, la classifica avulsa con le altre tre partecipanti al torneo e alla qualificazione mondiale e continuò il suo percorso verso la rassegna mondiale andando a spareggiare contro gli Stati Uniti per determinare quale delle due sarebbe stata la seconda squadra americana alla Coppa del Mondo di rugby 2015 e quale, invece, quella destinata ai ripescaggi interzona.
Il Sudamericano "B" si tenne invece a Luque, in Paraguay, e fu vinto dalla formazione di casa a punteggio pieno.
Con tale vittoria gli Yacarés tornarono in prima divisione per l'edizione 2014.
Infine, la terza divisione del torneo, il Sudamericano "C", si tenne a San José, in Costa Rica, e fu vinto dall'Ecuador che si aggiudicò anche la promozione al Sudamericano "B" 2014.
Il valore delle marcature, come stabilito dall’IRFB nel 1992, era: 5 punti per ciascuna meta (7 se trasformata), 3 punti per la realizzazione di ciascun calcio piazzato, idem per il drop.
Per tutte le divisioni del torneo il sistema previde 3 punti per la vittoria, 2 per il pareggio, 1 per la sconfitta e zero per il forfait.

## Squadre partecipanti
| Sudamericano “A” | Sudamericano “B” | Sudamericano “C” |
| ---------------- | ---------------- | ---------------- |
| Argentina        | Colombia         | Costa Rica       |
| Brasile          | Paraguay         | Ecuador          |
| Cile             | Perù             | Guatemala        |
| Uruguay          | Venezuela        | El Salvador      |

## Sudamericano “A”

### 1ª giornata
| Arbitro: | Felipe Balbontín |

|                          |      |                                                              |
| de Mula 42’ Gibernau 47’ | mt   | 15’ Poet 31’ Cappiello 67’ Paz 75’ Chiappesoni 78’ P. Imhoff |
| Etcheverry 42’           | tr   | 15’, 31’ Poet                                                |
| Etcheverry 2’, 41’       | c.p. |                                                              |

| Arbitro: | Claudio Antonio |

|                                                        |      |                                         |
| Larenas 2’ S. de la Fuente 38’ Tobar 55’ Pardakhty 62’ | mt   | 24’ Tranquez 41’ Croffi 79’ Danielewicz |
| Valderrama 2’, 38’, 55’                                | tr   | 24’, 41’ L. Duque                       |
| Valderrama 9’, 22’, 34’, 44’                           | c.p. | 46’ L. Duque                            |

### 2ª giornata
| Arbitro: | Joaquín Montes |

|                              |    | |
| Bacigalupo 67’ Pardakhty 80’ | mt | 3’ Carrio 5’ García Botta 9’ Villaluenga 18’ Chiappesoni 23’ Fernández 34’ P. Imhoff 36’ Borghi 43’ Matera 54’ Poet 57’, 60’, 70’, 77’ Isaack |
|                              | tr | 3’, 5’, 9’, 23’, 43’, 54’, 57’, 60’, 70’, 77’ Fernández                                                                                       |

| Arbitro: | Juan Silvestre |

|              |      |                                                                                              |
| M. Duque 75’ | mt   | 8’, 43’ J. Ormaechea 12’ Román 17’ Bulantti 60’ Lamanna 66’ Ávalo 71’ Magno 80’ A. Ormaechea |
| L. Duque 75’ | tr   | 8’, 12’, 43’ Favaro 66’, 71’, 80’ A. Ormaechea                                               |
|              | c.p. | 1’, 28’ Favaro                                                                               |

### 3ª giornata
| Arbitro: | Joaquín Montes |

|  |    | |
|  | mt | 4’ Schultz 6’, 24’ Poet 8’ Fernández 30’ Rocchia 35’, 76’ Álvarez 39’ Méndez 40’ Lavanini 50’ Villaluenga 69’ Matera 73’ Paz 78’ Chiappesoni |
|  | tr | 4’, 6’, 8’, 24’, 40’ Poet 69’, 73’, 76’, 78’ Fernández                                                                                       |

| Arbitro: | Francisco Pastrana |

|                            |      |                         |
| Román 5’ Klappenbach 70’   | mt   |                         |
| A. Ormaechea 5’, 70’       | tr   |                         |
| J. Ormaechea 10’, 13’, 40’ | c.p. | 7’, 37’, 59’ Valderrama |

### Classifica
| Pos | Squadra   | G | V | N | P | PF  | PS  | DP   | Pt |
| --- | --------- | - | - | - | - | --- | --- | ---- | -- |
| 1   | Argentina | 3 | 3 | 0 | 0 | 197 | 28  | +169 | 9  |
| 2   | Uruguay   | 3 | 2 | 0 | 1 | 99  | 45  | +54  | 7  |
| 3   | Cile      | 3 | 1 | 0 | 2 | 57  | 130 | −73  | 5  |
| 4   | Brasile   | 3 | 0 | 0 | 3 | 29  | 179 | −150 | 3  |

## Sudamericano “B”

### Risultati
| Data      | Incontro             | Risultato | Sede  |
| --------- | -------------------- | --------- | ----- |
| 25-8-2013 | Venezuela ― Colombia | 14–32     | Luque |
| 25-8-2013 | Paraguay ― Perù      | 22–0      | Luque |
| 27-8-2013 | Colombia ― Perù      | 27–28     | Luque |
| 27-8-2013 | Paraguay ― Venezuela | 48–7      | Luque |
| 30-8-2013 | Venezuela ― Perù     | 29–25     | Luque |
| 30-8-2013 | Paraguay ― Colombia  | 25–15     | Luque |

### Classifica
|  | Classifica | G | V | N | P | PF | PS  | P±  | PT |
|  | ---------- | - | - | - | - | -- | --- | --- | -- |
|  | Paraguay   | 3 | 3 | 0 | 0 | 95 | 22  | +73 | 9  |
|  | Colombia   | 3 | 1 | 0 | 2 | 74 | 67  | +7  | 5  |
|  | Perù       | 3 | 1 | 0 | 2 | 53 | 78  | -25 | 5  |
|  | Venezuela  | 3 | 1 | 0 | 2 | 50 | 105 | -55 | 5  |

## Sudamericano “C”

### Risultati
| Data      | Incontro                 | Risultato | Sede     |
| --------- | ------------------------ | --------- | -------- |
| 1-12-2013 | Costa Rica ― El Salvador | 71–3      | San José |
| 1-12-2013 | Guatemala ― Ecuador      | 11–23     | San José |
| 4-12-2013 | Costa Rica ― Ecuador     | 7–13      | San José |
| 4-12-2013 | Guatemala ― El Salvador  | 43–18     | San José |
| 7-12-2013 | Ecuador ― El Salvador    | 31–12     | San José |
| 7-12-2013 | Costa Rica ― Guatemala   | 59–10     | San José |

### Classifica
|  | Classifica  | G | V | N | P | PF  | PS  | P±   | PT |
|  | ----------- | - | - | - | - | --- | --- | ---- | -- |
|  | Ecuador     | 3 | 3 | 0 | 0 | 67  | 30  | +37  | 9  |
|  | Costa Rica  | 3 | 2 | 0 | 1 | 137 | 26  | +111 | 7  |
|  | Guatemala   | 3 | 1 | 0 | 2 | 64  | 100 | -36  | 5  |
|  | El Salvador | 3 | 0 | 0 | 3 | 33  | 145 | -112 | 3  |